# Гирвас (посёлок)
Ги́рвас (карел. Hirvas) — посёлок в Кондопожском районе Республики Карелия, административный центр Гирвасского сельского поселения.

## Этимология
В основу названия посёлка легло карельское слово hirvi, hirvas «лось».

## Расположение
Расположен на реке Суна у одноимённого водопада, в 50 км к северо-западу от ж.-д. станции Кондопога на линии Петрозаводск — Мурманск, в 8 км от трассы Р21 «Кола».

## Население
| 1959  | 1970  | 1979  | 1989  | 2002  | 2009  | 2010  |
| ----- | ----- | ----- | ----- | ----- | ----- | ----- |
| 2151  | ↘1794 | ↘1774 | ↘1592 | ↘1246 | ↘1143 | ↘1086 |
| 2013  |       |       |       |       |       |       |
| ↘1042 |       |       |       |       |       |       |

## История
Населённый пункт образован в 1931 году в связи со строительством Гирвасской плотины для Кондопожской ГЭС и лотка для сплава леса. В 1932 году посёлок был районным центром Петровского района Автономной Карельской ССР.
В 1950 году преобразован в рабочий посёлок.

## Экономика
В посёлке расположена Пальеозёрская ГЭС, вырабатывающая в среднем 115 млн кВт·ч электроэнергии в год. В поселке работает Дом культуры и филиал Кондопожской центральной районной библиотеки им. Б.Е. Кравченко.

## Культура и искусство
В 1975 году в этом посёлке снимались сцены фильма «Деревня Утка».
В 2007 году в посёлке был открыт православный храм во имя святого великомученика Пантелеймона.
В посёлке провела последние годы жизни, умерла и была похоронена народная сказительница Анисья Васильевна Ватчиева (1886—1984).

## Спорт
В 2023 году поселок стал местом старта для региональных гонок на лыжероллерах «Кубок Карелии» . С 2008 года проводится автомотофестиваль «Гирвас», который включает соревнования внедорожников, квадроциклов, мотоциклов, песчаный спринт, GPS-ориентирование, пешеходные этапы .

## Достопримечательности
- В южной части посёлка Гирвас расположен уникальный геологический объект — самый древний кратер вулкана в Карелии[16] (возраст около 2 млрд лет) .
- Во время водосброса на Пальеозерской ГЭС в период весеннего паводка (конец апреля - начало мая) действует крупнейший в Карелии искусственный водопад «Гирвас»[17]. Также видно старое русло реки Суны (сток отведён к Пальеозёрской ГЭС).
- Неподалёку от посёлка находится объект туризма — обмелевший Поо́р-порог (бывший водопад высотой около 17 м, который прекратил свое действие после строительства ГЭС). Летом и зимой русло водопада остается сухим, а когда ГЭС сбрасывает лишнюю воду - водопад на время становится действующим.
- Также вблизи посёлка находится заброшенный аэродром (построен в 1940 году как полевой военный аэродром), на котором до 1958 года базировалась 108-я Отдельная разведывательная авиационная эскадрилья Северной Воздушной Армии (в/ч 74429), после переведенная на аэродром Африканда. Являлся запасным аэродромом 57 гвардейского истребительного авиационного полка (в/ч 40442, до ноября 1990 г. авиационный гарнизон «Бесовец») [18]. Длина взлётной полосы составляет около 2,5 км. В настоящее время используется как площадка для обучения вождению автомобиля.
- В посёлке сохраняется братская могила советских воинов, погибших в годы Советско-финской войны (1941—1944). В могиле захоронены 116 солдат и офицеров Карельского фронта. Является памятником регионального значения.